# Окупація Поті
Окупація По́ті російськими військами — частина історії міста Поті під час Російсько-грузинської війни у серпні 2008 року. Порт грузинського міста поті зазнав серії атак, після чого місто окупували російські війська на деякий час.

## Хід подій
Під час Російсько-грузинської війни місто Поті стало місцем збройного конфлікту. 9 серпня літаки Росії завдали ударів по місту. Ввечері того ж дня мер Вано Сагинадзе повідомив, що грузинські сили відбили атаку російських літаків. 11 серпня до Поті приходить розвідувальний батальйон РФ, а Чорноморський флот РФ блокує порт.
Вночі 12 серпня кораблі ЗС РФ у районі Поті зазнали атаки грузинських катерів, після чого порт зайняла морська піхота ЧФ РФ. Російські військові підірвали два грузинських ракетних катери і три кораблі берегової охорони Грузії. Згідно супутникових знімків компанії UNOSAT, поблизу Поті було затоплено 6 катерів.
Російські військові влаштували в Поті свій пост для перевірки вантажів та залишалися в місті понад два тижні після початку вторгнення РФ.